# 라킨 유나이티드 FC
라킨 유나이티드 FC(버마어: ရခိုင်ယူနိုက်တက် ဘောလုံးအသင်)는 시트웨를 연고로 하는 미얀마의 축구단이다. 현재는 미얀마 내셔널리그에 참가하고 있다.

## 선수 명단

### 현역
참고: FIFA 자격 규정에 따라 소속된 국가대표팀 국기를 표시합니다. 선수는 복수의 FIFA 비회원국 국적을 가지고 있을 수 있습니다.
| 번호 | 포지션 | 국적   | 이름              |
| ---- | ------ | ------ | ----------------- |
| 15   | FW     | 카메룬 | 모하마드 트라오레 |

| 번호 | 포지션 | 국적         | 이름            |
| ---- | ------ | ------------ | --------------- |
| 28   | DF     | 코트디부아르 | 케케레 무카일루 |

### 역대
틀:라킨 유나이티드 FC 선수 명단